# Pierre Sagna (calciatore)
Pierre Emmanuel Sagna (Dakar, 21 agosto 1990) è un calciatore senegalese, difensore dell'União Santarém.

## Palmarès

### Club

#### Competizioni nazionali
- Coppa di Lega portoghese: 1

Moreirense: 2016-2017